# 1942 în științifico-fantastic
- 1941 în științifico-fantastic — 1942 în științifico-fantastic — 1943 în științifico-fantastic

1942 în științifico-fantastic a implicat o serie de evenimente:

## Nașteri și decese

### Nașteri
- Jörn Bambeck
- C. J. Cherryh
- Michael Crichton (d. 2008)
- John Crowley
- Martin Cruz Smith
- Samuel R. Delany
- Cynthia Felice
- Charles L. Grant (d. 2006)
- Sharon Green
- Lee Killough
- Gentry Lee
- Jacqueline Lichtenberg
- Barry B. Longyear
- Phillip Mann
- Keith D. Mano
- Alexandru Mironov
- Sten Nadolny
- Paul Preuss
- Mike Resnick
- William John Watkins
- Frank Wittchow
- Chelsea Quinn Yarbro

### Decese
- Rudolf Heinrich Greinz (n. 1866)
- Oswald Levett (n. 1884)
- Siegfried Lichtenstaedter (n. 1865)
- Walther Nithack-Stahn (n. 1866)
- Bodo Wildberg (Pseudonimul lui Heinrich von Dickinson; n. 1862)

## Cărți

### Romane
- The Adventures of Superman de George Lowther
- Beyond This Horizon de Robert A. Heinlein
- Darkness and the Light de Olaf Stapledon
- Donovan's Brain de Curt Siodmak
- The Unpleasant Profession of Jonathan Hoag de Robert A. Heinlein

### Colecții de povestiri
- Out of Space and Time de Clark Ashton Smith

### Povestiri
- "The Awakening" de Arthur C. Clarke
- "Black Friar of the Flame" de Isaac Asimov
- "Christmas on Ganymede" de Isaac Asimov.
- "Collision Orbit" de Jack Williamson (menționat ca Will Stewart).
- "Goldfish Bowl" de Robert A. Heinlein
- "The Hazing" de Isaac Asimov
- "The Imaginary" de Isaac Asimov
- "Robot AL-76 Goes Astray" de Isaac Asimov
- "Time Pussy" de Isaac Asimov
- "Victory Unintentional" de Isaac Asimov
- "Waldo" de Robert A. Heinlein
- "The Weapon" de Isaac Asimov
- "The Weapon Shop" de A. E. van Vogt
- „Șoricelul-stea” de Fredric Brown

## Filme
| Titlu                | Regizor        | Distribuție                                                    | Țara                       | Sub-Gen /Note |
| -------------------- | -------------- | -------------------------------------------------------------- | -------------------------- | ------------- |
| Bowery at Midnight   | Wallace W. Fox | Bela Lugosi, John Archer                                       | Statele Unite ale Americii |               |
| The Corpse Vanishes  | Wallace W. Fox | Bela Lugosi, Luana Walters, Tristram Coffin, Elizabeth Russell | Statele Unite ale Americii |               |
| Dr. Renault's Secret | Harry Lachman  | J. Carrol Naish, John Shepperd, Lynne Roberts                  | Statele Unite ale Americii |               |
| Invisible Agent      | Edwin L. Marin | Ilona Massey, Jon Hall, Peter Lorre, Cedric Hardwicke          | Statele Unite ale Americii |               |
|                      |                |                                                                |                            |               |